# Frits af Sandeberg
Fredrik "Frits" Isidor David af Sandeberg, född 15 augusti 1859 i Stockholm, död där 25 mars 1941, var en svensk kontorschef och idrottsfrämjare.
Frits af Sandeberg var son till stadsmäklaren Hugo David af Sandeberg. Efter mogenhetsexamen i Stockholm 1877 kom han som extraordinarie tjänsteman till Riksbanken 1879. Från 1880 var han anställd i bankirfirman C. G. Cervin i Stockholm, där han 1900 blev kontorschef. Af Sandeberg var ivrigt verksam inom idrottens administration och organisation, han hörde till Victor Balcks trofasta och kunniga medarbetare. Han var med om att stifta bland annat Stockholms Roddförening 1880, Stockholms gymnastikförening 1880 och Stockholms Allmänna Skridskoklubb 1883. Han ledde cykeluppvisningar i Cirkus och hörde till ledningen för den första cykeltävlingen Mälaren runt. Som en av stiftarna av Föreningen för skidlöpningens främjande i Sverige var han dess ordförande 1907–1909 samt Svenska Skidförbundets förste ordförande 1908–1910, Riksidrottsförbundets överstyrelse tillhörde han 1907–1916 varav 1913–1916 som skattmästare och Stationsstyrelsen 1915–1935. I organisationskommittén för Stockholmsolympiaden 1912 var han skattmästare, liksom i Sveriges Olympiska Kommitté 1913–1916. Vid de första svenska amatörbestämmelsernas utformande på 1880-talet var af Sandberg mycket verksam. I sin ungdom var af Sandeberg en god gymnast och roddare. Han deltog bland annat i den segrande utriggade fyran i Stockholms roddförenings första tävlan 1881.